# Le Transporteur 3
Pour les articles homonymes, voir Le Transporteur (homonymie) et Transport (homonymie).
Série Le Transporteur
Le Transporteur 2
(2005) Le Transporteur : Héritage
(2015)
Pour plus de détails, voir Fiche technique et Distribution.
Le Transporteur 3 (Transporter 3) est un film français, américain et anglais réalisé par Olivier Megaton et sorti en 2008.
C'est le troisième opus de la franchise, après Le Transporteur en 2002 et Le Transporteur 2 en 2005, suivi d'une série télévisée en 2012 et de la préquelle Le Transporteur : Héritage sortie en 2015.

## Synopsis
Un soir chez lui à Marseille, Frank Martin, un convoyeur réputé, voit son salon embouti par la voiture de son collègue Malcolm qui le remplace pour un contrat. Mais ce dernier meurt alors qu'il était venu lui demander de l'aide. Par la suite, Frank est contraint par l'employeur de transporter deux sacs et accompagner une jeune Ukrainienne de Marseille à Odessa, sous la contrainte (un bracelet explosif est fixé à son poignet).
Si Frank ignore tout de l’identité de la fille et du contenu des sacs, il est certain d’être impliqué dans un voyage à haut risque dont il va petit à petit découvrir les enjeux et essayer de rester en vie, tandis qu'à Odessa on négocie pour obliger un haut-fonctionnaire de laisser accoster au port un cargo comportant des déchets extrêmement toxiques illégaux.

## Fiche technique
Sauf indication contraire, les informations mentionnées dans cette section peuvent être confirmées par la base de données cinématographiques IMDb,  présente dans la section « Liens externes ».
- Titre original : Transporter 3
- Titre français : Le Transporteur 3
- Réalisation : Olivier Megaton
- Scénario : Luc Besson et Robert Mark Kamen, d'après les personnages créés par Luc Besson et Robert Mark Kamen
- Musique : Alexandre Azaria
- Direction artistique : Arnaud Le Roch et Patrick Schmitt
- Décors : Patrick Durand
- Costumes : Olivier Bériot
- Photographie : Giovanni Fiore Coltellacci
- Son : Vincent Arnardi, Jose Raharison, Yves-Marie Omnes
- Montage : Camille Delamarre et Carlo Rizzo
- Production : Luc Besson et Steven Chasman
- Sociétés de production[2] :
  - France : EuropaCorp, en coproduction avec TF1 Films Production, Grive Productions et Apipoulaï, avec la participation de Canal+ et CinéCinéma, en partenariat avec Quinta Communications
  - États-Unis : en association avec Current Entertainment
  - Royaume-Uni : en partenariat avec Pack Shot Boys
- Sociétés de distribution[3] : EuropaCorp Distribution (France) ; Lionsgate (États-Unis) ; Icon Film Distribution (Royaume-Uni) ; Belga Films (Belgique) ; Les Films Séville (Québec) ; JMH Distributions SA (Suisse romande)
- Budget : 26 634 839 €[4]
- Pays de production :  France,  États-Unis,  Royaume-Uni
- Langues originales : français, anglais, ukrainien, russe et hongrois
- Format[5] : couleur (Duboicolor) - 35 mm / D-Cinema - 2,35:1 (Cinémascope) - son DTS | Dolby Digital | SDDS | Dolby Atmos
- Genre : action, policier, thriller
- Durée : 104 minutes
- Dates de sortie[6] :
  - France, Québec, États-Unis : 26 novembre 2008[7]
  - Royaume-Uni : 5 décembre 2008
  - Belgique : 10 décembre 2008[8]
  - Suisse romande : 31 décembre 2008[9]
- Classification[10] :
  - France : tous publics[11]
  - États-Unis : accord parental recommandé, film déconseillé aux moins de 13 ans (PG-13 - Parents Strongly Cautioned)[Note 1]
  - Royaume-Uni : interdit aux moins de 15 ans (15 - Suitable only for 15 years and over)[12]
  - Belgique : tous publics (Alle Leeftijden)[8]
  - Québec : 13 ans et plus (violence) (13+ / 13 years and over)[7]
  - Suisse romande : interdit aux moins de 12 ans[13]

## Distribution
- Jason Statham (VF : Boris Rehlinger et VQ : Sylvain Hétu) : Frank Martin / Le Transporteur
- Natalya Rudakova (VF : Bérénice Marlohe et VQ : Magalie Lépine-Blondeau) : Valentina Vasilev
- François Berléand (VF : lui-même et VQ : Denis Gravereaux) : l'inspecteur Tarconi
- Robert Knepper (VF : Christian Visine et VQ : Tristan Harvey) : Jonas Johnson
- Jeroen Krabbé (VQ : Vincent Davy) : Leonid Vasilev
- Alex Kobold : l'assistant de Leonid
- David Atrakchi (VQ : Hugolin Chevrette) : Malcolm Manville
- Yann Sundberg (VF : lui-même) : Flag
- Ériq Ebouaney (VF : lui-même) : Ice
- David Kammenos (VF : lui-même) : le conducteur du marché
- Silvio Simac (it) (VF : Bertrand Nadler et VQ : Marc-André Bélanger) : Mighty Joe
- Timo Dierkes (VQ : Manuel Tadros) : Otto
- Katia Tchenko (VF : elle-même) : la secrétaire de Leonid
- Olivier Hellard : un garde du corps
- Mike Powers : Américain n°1
- Philippe Maymat : Américain n°2
- Franck Neel : Américain n°3
- Semmy Schilt : le géant

## Production

### Tournage
L'action se déroule à Marseille et en Ukraine ; le film a été tourné : 
- France :
  - Bouches-du-Rhône : Marseille et côte Bleue
  - Auvergne : pont-barrage sur la Sioule (communes de Sauret-Besserve et St-Priest des Champs, près du Viaduc des Fades), route le long de la voie ferrée entre Vichy et Thiers, gare SNCF de Saint-Gervais-d'Auvergne et carrière entre Sermentizon et Courpière
- Ukraine : Odessa

## Accueil

### Accueil critique
Le Transporteur 3 rencontre un accueil critique très mitigé. Sur le site Rotten Tomatoes, il obtient un score de 37 % pour un total de 111 critiques, pour une moyenne de 4,8⁄10. Sur Metacritic, le film obtient un score de 51⁄100 sur la base de 26 critiques, indiquant des avis généralement mitigés. En France, notamment sur le site Allociné, l'accueil est aussi mitigé avec une note de 2.6⁄5.

### Box-office
Ce troisième opus est le plus gros succès de la franchise. Il totalise 108 979 549 dollars de recettes dans le monde entier, dont 31 715 062 dollars en Amérique du Nord.
En France, le succès est également au rendez-vous, avec 1 430 308 entrées, ce qui fait du film le meilleur de la saga.
| Pays ou région    | Box-office        | Date d'arrêt du box-office | Nombre de semaines |
| ----------------- | ----------------- | -------------------------- | ------------------ |
| États-Unis Canada | 31 715 062 $      | 28 décembre 2008           | 5                  |
| France            | 1 430 308 entrées | -                          | -                  |
| Total mondial     | 108 979 549 $     | -                          | -                  |

## Distinctions
En 2009, Le Transporteur 3 a été sélectionné 3 fois dans diverses catégories et n'a remporté aucune récompense,.

### Nominations
- Festival du Film d'Agde - Les Hérault du Cinéma 2009 : Meilleur long métrage.
- MTV Movie Awards (Russia) 2009 : Meilleur film international.
- Prix du cinéma européen 2009 : Prix du public du cinéma européen pour Olivier Megaton.

## Autour du film
- Dans le film, la voiture de Frank est une Audi A8 W12 et celle de Tarconi une R 16.